# Flötenwürger (Art)

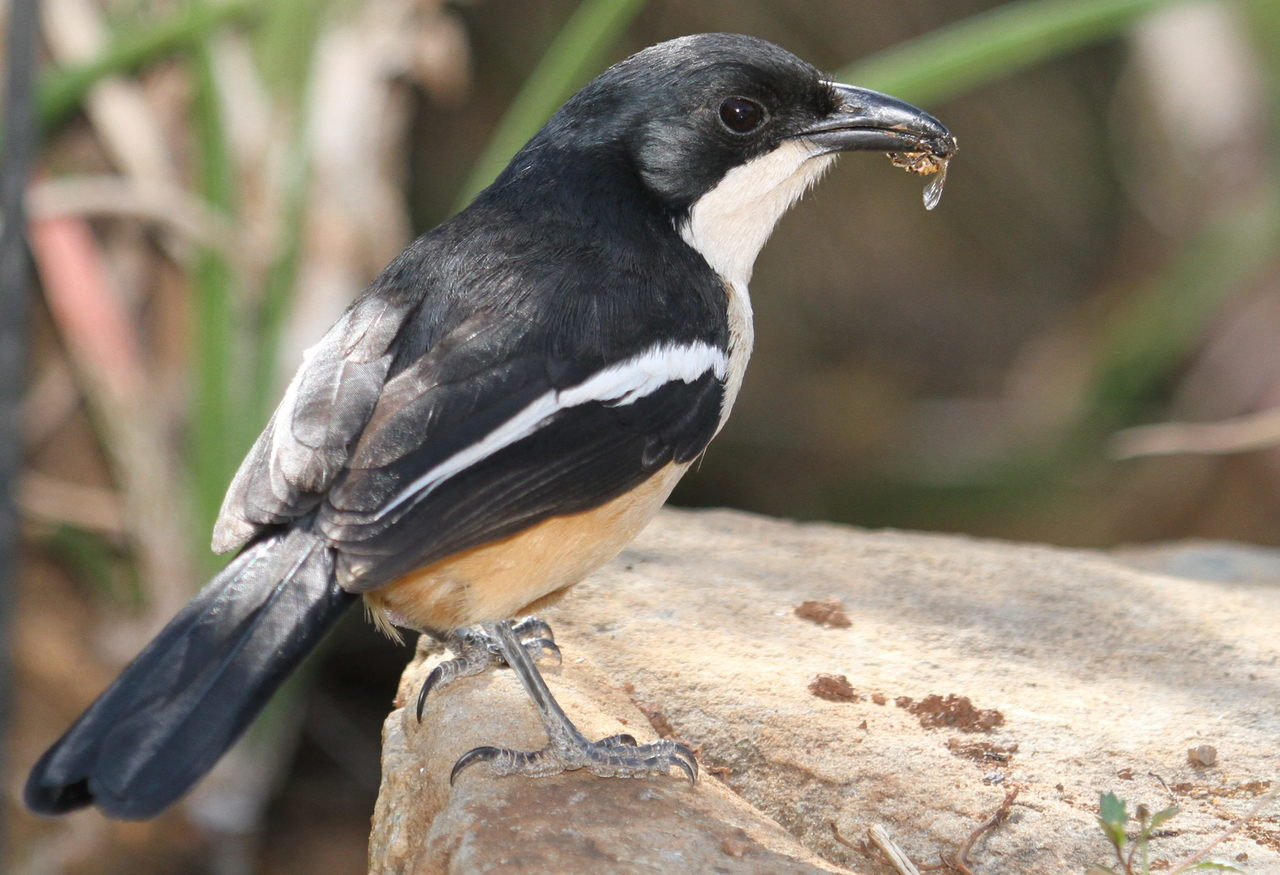
Flötenwürger

Der Flötenwürger (Laniarius ferrugineus) ist eine Vogelart aus der Familie der Buschwürger (Malaconotidae).
Die Art wurde zusammen mit dem Reichenowwürger (Laniarius nigerrimus), dem Tropenwürger (Laniarius major) und dem Keniawürger (Laniarius sublacteus) als konspezifisch mit dem Äthiopienwürger (Laniarius aethiopicus) angesehen.
Der Vogel kommt im Südosten des Südlichen Afrikas vor.
Der Lebensraum umfasst dicht bewachsene baumbestandene Flächen, gerne dicht gruppierte Büsche und Sträucher, gerne reich an Schlingpflanzen, Dickicht in Gewässernähe, auf Termitenhügeln, Waldränder, alte Plantagen und Gärten.
Der Artzusatz kommt von lateinisch ferrugineus ‚rostig‘.
Dieser Buschwürger ist ein Standvogel.

## Merkmale
Dieser Buschwürger ist 20–25 cm groß und wiegt 44–68 g, das Männchen 53–69 und das Weibchen 54–62 g. Er ist schwarz/weiß mit weißer Flügelbinde und gelbbrauner Unterseite bei weißer Brust. Das Männchen ist von Stirn bis über den Nacken, an Wangen, Ohrdecken, Nackenseiten, Mantel und Flügeln tiefschwarz. Weiter hinten zum Bürzel sind die Federn lang und flauschig, haben undeutliche weißliche Subapikalflecken. Die Oberschwanzdecken sind schwarz, der Schwanz glänzend schwarz. Die mittleren Flügeldecken haben breite weiße Spitze und bilden eine lange weiße Flügelbinde. Kinn, Kehle und Brust sind gelblich-weiß und gehen in ockerfarbenes Rotbraun an den Flanken, weiter hinten in kräftiges zimtfarbenes Rotbraun über, auch die Schwanzunterseite ist Rotbraun, die Flügelunterseiten sind cremefarben bis schwarz. Die Iris ist sehr dunkelbraun, der kräftige Schnabel schwarz, die Beine sind schiefergrau. Weibchen sind matter gefärbt, auf dem Kopf schwärzlich-grau, haben mehr Rotbraun an der Unterseite, auch sind die Augen weniger dunkel. Jungvögel sehen weibchenartig aus mit grauen und bräunlichen Flecken auf der Ober- und rotbrauner Bänderung auf der Unterseite. Die Flügelbinde ist gelbbraun, der Schnabel ist hornfarben.
Vom Äthiopienwürger (Laniarius aethiopicus) unterscheidet die Art sich durch die kräftiger Färbung der Unterseite.

## Geografische Variation
Es werden folgende Unterarten anerkannt:
- L. f. transvaalensis Roberts, 1922, – Südosten Botswanas, Norden Südafrikas und Eswatini, das Weiß an Kinn und Brust ist gelblich-bräunlich und geht in blasses Rotbraun über, beim Weibchen ist die Oberseite dunkelgrau
- L. f. tongensis Roberts, 1931, – Mosambik und Osten Südafrikas, kleiner, das Männchen ist unten überwiegend weiß
- L. f. natalensis Roberts, 1922, – zentrales Südafrika bis Südwesten des Ostkaps, das Männchen hat deutlicheres Weiß an Kinn, Kehle und Brust, weniger zimtfarbene Flanken, das Weibchen ist auf der Oberseite dunkler
- L. f. pondoensis Roberts, 1922, – Südöstliches Südafrika, das Männchen glänzt deutlicher, die Oberseite des Weibchens ist olivfarben überhaucht
- L. f. savensis da Rosa Pinto , 1963, – Südosten Simbabwes und Mosambik, kleinste Unterart mit gleichförmig matt dunkelgrauer Oberseite und gelbbraunen Flanken
- L. f. ferrugineus (Gmelin, 1788), Nominatform – Südliches Südafrika

## Stimme
Der oft zu hörende Ruf wird als Wechselgesang „booo-booo“  und folgendes pfeifendes „whoo mee“ mit beträchtlichen regionalen Unterschieden beschrieben. Ein bestimmtes Paar singt in gleicher Weise.

## Lebensweise
Die Nahrung besteht hauptsächlich aus Käfern, Heuschrecken, haarige Raupen, Bienen, vielen Schnecken, gelegentlich Eier und Küken von kleinen Vögeln, auch Mäusen und Geckos. Gejagt wird einzeln und paarweise bodennah in dichter Vegetation.
Die Brutzeit liegt zwischen August und Mai in Südafrika, zwischen Oktober und Dezember in Mosambik. Ein Paar bleibt normalerweise zusammen. Das Nest wird von beiden Geschlechtern hergestellt in 1–8 m Höhe in einer Astgabel eines dichten Busches, einer Hecke oder in Schlingpflanzen, stets gut versteckt. Das Gelege besteht aus 2–3 Eiern, die von beiden Elternvögeln bebrütet werden über 16–17 Tage. Brutparasitismus durch den Schwarzkuckuck (Cuculus clamosus), seltener durch den Jakobinerkuckuck (Clamator jacobinus) kommt vor.

## Gefährdungssituation
Der Bestand gilt als „nicht gefährdet“ (Least Concern).